# Eredivisie 2020/21 (mannenvoetbal)/Transfers zomer
Dit is een lijst van transfers uit de Nederlandse Eredivisie in de zomer van het jaar 2020, als voorbereiding op het seizoen 2020/21. Hierin staan alleen transfers die clubs uit de Eredivisie hebben voltooid.
Door de gevolgen van de coronapandemie is de transferperiode in tweeën gedeeld de eerste periode duurde van 1 juli 2020 tot 22 juli 2020 en de tweede periode duurt van 5 augustus 2020 tot 7 oktober 2020. Deals mogen op elk moment van het jaar gesloten worden, maar de transfers zelf mogen pas in de transferperiodes plaatsvinden. Transfervrije spelers (spelers zonder club) mogen op elk moment van het jaar gecontracteerd worden.
| Speler                      | Nationaliteit                      | Oude club                   | Nieuwe club                     | Extra           |
| --------------------------- | ---------------------------------- | --------------------------- | ------------------------------- | --------------- |
| Issah Abass                 | Ghana                              | FC Utrecht                  | 1. FSV Mainz 05                 | Was gehuurd     |
| Giorgi Aboerdzjania         | Georgië                            | FC Twente                   | Sevilla FC                      | Was gehuurd     |
| Amir Absalem                | Nederland / Marokko                | Almere City FC              | FC Groningen                    | Was gehuurd     |
| Amir Absalem                | Nederland / Marokko                | FC Groningen                | Roda JC Kerkrade                | Transfervrij    |
| Ragnar Ache                 | Duitsland / Ghana                  | Sparta Rotterdam            | Eintracht Frankfurt             | € 2.000.000     |
| Luka Adžić                  | Servië                             | FC Emmen                    | RSC Anderlecht                  | Was gehuurd     |
| Marouane Afaker             | Nederland / Marokko                | VV Katwijk                  | Sparta Rotterdam                | Transfervrij    |
| Ibrahim Afellay             | Nederland / Marokko                | PSV                         | Zonder club                     | Transfervrij    |
| Atakan Akkaynak             | Duitsland / Turkije                | Çaykur Rizespor             | Willem II                       | Was gehuurd     |
| Atakan Akkaynak             | Duitsland / Turkije                | Willem II                   | Çaykur Rizespor                 | Onbekend bedrag |
| Özgür Aktaş                 | Nederland / Turkije                | Vitesse                     | Fortuna Sittard                 | Transfervrij    |
| Özgür Aktaş                 | Nederland / Turkije                | Fortuna Sittard             | FC Dordrecht                    | Gehuurd         |
| Suently Alberto             | Curaçao / Nederland                | Sparta Rotterdam            | Zonder club                     | Transfervrij    |
| Constantin Dragoș Albu      | Roemenië                           | FC Utrecht                  | FC U Craiova 1948               | Transfervrij    |
| Grégoire Amiot              | Frankrijk                          | Fortuna Sittard             | Falkenbergs FF                  | Gehuurd         |
| Vurnon Anita                | Nederland / Curaçao                | CSKA Sofia                  | RKC Waalwijk                    | Transfervrij    |
| Francesco Antonucci         | België / Italië                    | AS Monaco                   | Feyenoord                       | € 2.200.000     |
| Francesco Antonucci         | België / Italië                    | Feyenoord                   | FC Volendam                     | Gehuurd         |
| Antony                      | Brazilië                           | São Paulo FC                | Ajax                            | € 15.750.000    |
| Jafar Arias                 | Curaçao / Nederland                | FC Emmen                    | VVV-Venlo                       | Transfervrij    |
| Jonas Arweiler              | Duitsland                          | FC Utrecht                  | ADO Den Haag                    | Gehuurd         |
| Daniel Arzani               | Australië / Iran                   | Manchester City FC          | FC Utrecht                      | Gehuurd         |
| Hennos Asmelash             | Nederland / Eritrea                | TOP Oss                     | ADO Den Haag                    | Was gehuurd     |
| Hennos Asmelash             | Nederland / Eritrea                | ADO Den Haag                | Zonder club                     | Transfervrij    |
| Joel Asoro                  | Zweden / Ghana                     | FC Groningen                | Swansea City AFC                | Was gehuurd     |
| Ayman Azhil                 | Marokko / Duitsland                | Bayer 04 Leverkusen         | RKC Waalwijk                    | Gehuurd         |
| Justin Baas                 | Filipijnen / Nederland             | AZ                          | Ratchaburi Mitr Phol FC         | Transfervrij    |
| Ryan Babel                  | Nederland / Suriname               | Ajax                        | Galatasaray SK                  | Was gehuurd     |
| Jean-Christophe Bahebeck    | Frankrijk / Kameroen               | FC Utrecht                  | FK Partizan                     | Transfervrij    |
| Sinan Bakış                 | Turkije / Duitsland                | FC Admira Wacker Mödling    | Heracles Almelo                 | Onbekend bedrag |
| Danny Bakker                | Nederland                          | ADO Den Haag                | Roda JC Kerkrade                | Gehuurd         |
| Justin Bakker               | Nederland                          | AZ                          | Go Ahead Eagles                 | Transfervrij    |
| Tudor Băluță                | Roemenië                           | ADO Den Haag                | Brighton & Hove Albion FC       | Was gehuurd     |
| Oliver Batista Meier        | Duitsland / Brazilië               | Bayern München              | sc Heerenveen                   | Gehuurd         |
| Filip Bednarek              | Polen                              | sc Heerenveen               | Lech Poznań                     | Transfervrij    |
| Donny van de Beek           | Nederland                          | Ajax                        | Manchester United FC            | € 39.000.000    |
| Mike van Beijnen            | Nederland                          | Gençlerbirliği SK           | Fortuna Sittard                 | Transfervrij    |
| Jelle van Benthem           | Nederland                          | Heracles Almelo             | SV Straelen                     | Transfervrij    |
| Lucas Bernadou              | Frankrijk                          | Paris Saint-Germain         | FC Emmen                        | Transfervrij    |
| Emil Berggreen              | Denemarken / Kroatië               | FC Twente                   | SpVgg Greuther Fürth            | Transfervrij    |
| Léon Bergsma                | Nederland                          | FC Den Bosch                | AZ                              | Was gehuurd     |
| Léon Bergsma                | Nederland                          | AZ                          | FC Aarau                        | Transfervrij    |
| Emil Bergström              | Zweden                             | FC Basel                    | FC Utrecht                      | Was gehuurd     |
| Nigel Bertrams              | Nederland                          | MVV Maastricht              | FC Groningen                    | Transfervrij    |
| Jan-Niklas Beste            | Duitsland                          | FC Emmen                    | Werder Bremen                   | Was gehuurd     |
| Vicente Besuijen            | Nederland / Colombia               | AS Roma                     | ADO Den Haag                    | Transfervrij    |
| Tom Beugelsdijk             | Nederland                          | ADO Den Haag                | Sparta Rotterdam                | Transfervrij    |
| Peet Bijen                  | Nederland                          | FC Twente                   | ADO Den Haag                    | Transfervrij    |
| Mario Bilate                | Nederland / Rusland                | RKC Waalwijk                | NAC Breda                       | Transfervrij    |
| Aleksandar Bjelica          | Servië / Nederland                 | ADO Den Haag                | Korona Kielce                   | Was gehuurd     |
| Stan van Bladeren           | Nederland                          | Ajax                        | Silkeborg IF                    | Transfervrij    |
| Paweł Bochniewicz           | Polen                              | Górnik Zabrze               | sc Heerenveen                   | € 1.400.000     |
| Laurens De Bock             | België                             | ADO Den Haag                | Leeds United AFC                | Was gehuurd     |
| Kees de Boer                | Nederland                          | Swansea City AFC            | ADO Den Haag                    | Transfervrij    |
| Rody de Boer                | Nederland                          | AZ                          | De Graafschap                   | Gehuurd         |
| Victor van den Bogert       | Nederland                          | De Graafschap               | Willem II                       | Was gehuurd     |
| Omar Bogle                  | Engeland / Ghana                   | ADO Den Haag                | Cardiff City FC                 | Was gehuurd     |
| Henk Bos                    | Nederland                          | FC Emmen                    | Zonder club                     | Transfervrij    |
| Sven Botman                 | Nederland                          | sc Heerenveen               | Ajax                            | Was gehuurd     |
| Sven Botman                 | Nederland                          | Ajax                        | Lille OSC                       | € 8.000.000     |
| Achraf El Bouchataoui       | Nederland / Marokko                | FC Dordrecht                | Feyenoord                       | Was gehuurd     |
| Ayoub Boukhari              | Nederland / Marokko                | Sparta Rotterdam            | Zonder club                     | Transfervrij    |
| Samy Bourard                | België / Marokko                   | FC Eindhoven                | ADO Den Haag                    | Onbekend bedrag |
| Othman Boussaid             | België / Marokko                   | NAC Breda                   | FC Utrecht                      | Was gehuurd     |
| Levi Bouwense               | Nederland                          | Sparta Rotterdam            | Almere City FC                  | Onbekend bedrag |
| Joshua Brenet               | Nederland / Curaçao                | Vitesse                     | TSG 1899 Hoffenheim             | Was gehuurd     |
| Bo Breukers                 | Nederland                          | Fortuna Sittard             | RKSV Groene Ster                | Transfervrij    |
| Armando Broja               | Albanië / Engeland                 | Chelsea FC                  | Vitesse                         | Gehuurd         |
| Jorn Brondeel               | België                             | FC Twente                   | Willem II                       | € 50.000        |
| Jordy Bruijn                | Nederland                          | sc Heerenveen               | N.E.C.                          | Onbekend bedrag |
| Bruma                       | Portugal / Guinee-Bissau           | PSV                         | Olympiakos Piraeus              | Gehuurd         |
| Thomas Bruns                | Nederland                          | VVV-Venlo                   | Vitesse                         | Was gehuurd     |
| Dario Van den Buijs         | België                             | Heracles Almelo             | Beerschot Voetbalclub Antwerpen | Transfervrij    |
| Mick van Buren              | Nederland                          | ADO Den Haag                | Slavia Praag                    | Was gehuurd     |
| Wouter Burger               | Nederland                          | Excelsior                   | Feyenoord                       | Was gehuurd     |
| Wouter Burger               | Nederland                          | Feyenoord                   | Sparta Rotterdam                | Gehuurd         |
| Delano Burgzorg             | Nederland / Suriname               | Heracles Almelo             | Spezia Calcio 1906              | Was gehuurd     |
| Delano Burgzorg             | Nederland / Suriname               | Spezia Calcio 1906          | Heracles Almelo                 | € 290.000       |
| Lorenzo Burnet              | Nederland / Suriname               | FC Emmen                    | Zonder club                     | Transfervrij    |
| Oriol Busquets              | Spanje                             | FC Twente                   | FC Barcelona                    | Was gehuurd     |
| Daniel Camara Bos           | Nederland                          | FC Emmen                    | Zonder club                     | Transfervrij    |
| Aitor Cantalapiedra         | Spanje                             | FC Twente                   | Panathinaikos FC                | Transfervrij    |
| Àlex Carbonell              | Spanje                             | Fortuna Sittard             | Valencia CF                     | Was gehuurd     |
| Amar Ćatić                  | Bosnië en Herzegovina / Nederland  | PSV                         | ADO Den Haag                    | Transfervrij    |
| Lee Cattermole              | Engeland                           | VVV-Venlo                   | Einde carrière                  | Gestopt         |
| Caner Cavlan                | Nederland / Turkije                | FK Austria Wien             | FC Emmen                        | Onbekend bedrag |
| Václav Černý                | Tsjechië                           | FC Utrecht                  | FC Twente                       | Gehuurd         |
| Joerie Church               | Nederland / Engeland               | AZ                          | SV Rödinghausen                 | Transfervrij    |
| Amadou Ciss                 | Senegal                            | Fortuna Sittard             | Amiens SC                       | € 1.200.000     |
| Christian Conteh            | Duitsland / Ghana                  | FC St. Pauli                | Feyenoord                       | € 400.000       |
| Ante Ćorić                  | Kroatië                            | AS Roma                     | VVV-Venlo                       | Gehuurd         |
| Félix Correia               | Portugal                           | AZ                          | Manchester City FC              | Was gehuurd     |
| George Cox                  | Engeland                           | Fortuna Sittard             | Brighton & Hove Albion FC       | Was gehuurd     |
| George Cox                  | Engeland                           | Brighton & Hove Albion FC   | Fortuna Sittard                 | € 50.000        |
| Vito van Crooij             | Nederland                          | PEC Zwolle                  | VVV-Venlo                       | Onbekend bedrag |
| Alessio Da Cruz             | Nederland / Kaapverdië             | Parma Calcio 1913           | FC Groningen                    | Gehuurd         |
| Gabriël Çulhacı             | Nederland                          | FC Utrecht                  | N.E.C.                          | Gehuurd         |
| Pontus Dahlberg             | Zweden                             | FC Emmen                    | Watford FC                      | Was gehuurd     |
| Vitalie Damașcan            | Moldavië / Roemenië                | Fortuna Sittard             | Torino FC                       | Was gehuurd     |
| Vitalie Damașcan            | Moldavië / Roemenië                | Torino FC                   | RKC Waalwijk                    | Gehuurd         |
| Wessel Dammers              | Nederland                          | Fortuna Sittard             | FC Groningen                    | Transfervrij    |
| Danilo                      | Brazilië                           | Ajax                        | FC Twente                       | Gehuurd         |
| Damil Dankerlui             | Nederland / Suriname               | Willem II                   | FC Groningen                    | € 375.000       |
| Oussama Darfalou            | Algerije                           | VVV-Venlo                   | Vitesse                         | Was gehuurd     |
| Rick Dekker                 | Nederland                          | PEC Zwolle                  | De Graafschap                   | Transfervrij    |
| Dario Del Fabro             | Italië / Polen                     | Juventus FC                 | ADO Den Haag                    | Gehuurd         |
| Hannes Delcroix             | België / Haïti                     | RKC Waalwijk                | RSC Anderlecht                  | Was gehuurd     |
| Halil Dervişoğlu            | Turkije / Nederland                | Brentford FC                | FC Twente                       | Gehuurd         |
| Cyriel Dessers              | Nigeria / België                   | Heracles Almelo             | KRC Genk                        | € 4.000.000     |
| Sergiño Dest                | Verenigde Staten / Nederland       | Ajax                        | FC Barcelona                    | € 21.000.000    |
| Sieben Dewaele              | België                             | RSC Anderlecht              | sc Heerenveen                   | Gehuurd         |
| Héritier Deyonge            | België / Congo-Kinshasa            | Olympique Lyonnais          | FC Utrecht                      | Gehuurd         |
| Nouha Dicko                 | Mali / Frankrijk                   | Vitesse                     | Hull City AFC                   | Was gehuurd     |
| Mark Diemers                | Nederland                          | Fortuna Sittard             | Feyenoord                       | € 1.200.000     |
| Đoàn Văn Hậu                | Vietnam                            | sc Heerenveen               | Hanoi FC                        | Was gehuurd     |
| Ritsu Doan                  | Japan                              | PSV                         | DSC Arminia Bielefeld           | Gehuurd         |
| Áron Dobos                  | Hongarije                          | Győri ETO FC                | Fortuna Sittard                 | Was gehuurd     |
| Áron Dobos                  | Hongarije                          | Fortuna Sittard             | Szeged-Csanád Grosics Akadémia  | Onbekend bedrag |
| Jacky Donkor                | België / Ghana                     | Fortuna Sittard             | FC Eindhoven                    | Gehuurd         |
| Trevor Doornbusch           | Nederland                          | sc Heerenveen               | Telstar                         | Transfervrij    |
| Damjan Dostanić             | Nederland/ Servië                  | Ajax                        | FK TSC Bačka Topola             | Transfervrij    |
| Henrico Drost               | Nederland                          | RKC Waalwijk                | ASWH                            | Transfervrij    |
| Jesper Drost                | Nederland                          | Heracles Almelo             | PEC Zwolle                      | Transfervrij    |
| Mark Duffy                  | Engeland                           | ADO Den Haag                | Sheffield United FC             | Was gehuurd     |
| Jelle Duin                  | Nederland                          | FC Volendam                 | AZ                              | Was gehuurd     |
| Jelle Duin                  | Nederland                          | AZ                          | MVV Maastricht                  | Gehuurd         |
| Marco van Duin              | Nederland                          | FC Groningen                | Einde carrière                  | Gestopt         |
| Dario Đumić                 | Bosnië en Herzegovina / Denemarken | SV Darmstadt 98             | FC Utrecht                      | Was gehuurd     |
| Dario Đumić                 | Bosnië en Herzegovina / Denemarken | FC Utrecht                  | FC Twente                       | Onbekend bedrag |
| Tyronne Ebuehi              | Nigeria / Nederland                | SL Benfica                  | FC Twente                       | Gehuurd         |
| James Efmorfidis            | Griekenland / Nederland            | Almere City FC              | RKC Waalwijk                    | Transfervrij    |
| Carel Eiting                | Nederland                          | Ajax                        | Huddersfield Town FC            | Gehuurd         |
| Chidera Ejuke               | Nigeria                            | sc Heerenveen               | FK CSKA Moskou                  | € 11.500.000    |
| Stanley Elbers              | Nederland / Suriname               | RKC Waalwijk                | PEC Zwolle                      | Was gehuurd     |
| Stanley Elbers              | Nederland / Suriname               | PEC Zwolle                  | FC Hermannstadt                 | Transfervrij    |
| Eljero Elia                 | Nederland / Suriname               | Istanbul Başakşehir         | FC Utrecht                      | Transfervrij    |
| Ilay Elmkies                | Israël                             | TSG 1899 Hoffenheim         | ADO Den Haag                    | Gehuurd         |
| Mario Engels                | Duitsland                          | SV Sandhausen               | Sparta Rotterdam                | € 100.000       |
| Runar Espejord              | Noorwegen                          | sc Heerenveen               | Tromsø IL                       | Gehuurd         |
| Javier Espinosa             | Spanje                             | FC Twente                   | Zonder club                     | Transfervrij    |
| Emilio Estevez Tsai         | Chinees Taipei / Spanje            | York9 FC                    | ADO Den Haag                    | € 66.000        |
| Elber Evora                 | Kaapverdië / Nederland             | Feyenoord                   | AZ                              | Transfervrij    |
| Milan van Ewijk             | Nederland                          | SC Cambuur                  | ADO Den Haag                    | Was gehuurd     |
| Noah Fadiga                 | België / Senegal                   | Club Brugge                 | Heracles Almelo                 | Onbekend bedrag |
| Hicham Faik                 | Nederland / Marokko                | sc Heerenveen               | Al-Faisaly FC                   | € 700.000       |
| Erik Falkenburg             | Nederland                          | ADO Den Haag                | Roda JC Kerkrade                | Transfervrij    |
| Juan Familia-Castillo       | Nederland / Dominicaanse Republiek | Ajax                        | Chelsea FC                      | Was gehuurd     |
| Juan Familia-Castillo       | Nederland / Dominicaanse Republiek | Chelsea FC                  | AZ                              | Gehuurd         |
| Anton Fase                  | Nederland                          | AZ                          | N.E.C.                          | Transfervrij    |
| Carlos Faya                 | Venezuela                          | Fortuna Sittard             | Academia Puerto Cabello         | Was gehuurd     |
| Lassana Faye                | Nederland / Senegal                | Sparta Rotterdam            | ADO Den Haag                    | Gehuurd         |
| Adrian Fein                 | Duitsland                          | Bayern München              | PSV                             | Gehuurd         |
| Leandro Fernandes           | Nederland / Angola                 | Fortuna Sittard             | Juventus FC                     | Was gehuurd     |
| Joaquín Fernández           | Uruguay / Italië                   | CA River Plate              | sc Heerenveen                   | Onbekend bedrag |
| Zian Flemming               | Nederland                          | N.E.C.                      | PEC Zwolle                      | Was gehuurd     |
| Zian Flemming               | Nederland                          | PEC Zwolle                  | Fortuna Sittard                 | Onbekend bedrag |
| Emil Frederiksen            | Denemarken                         | SønderjyskE                 | sc Heerenveen                   | Was gehuurd     |
| Emil Frederiksen            | Denemarken                         | sc Heerenveen               | SønderjyskE                     | Onbekend bedrag |
| Nikolai Baden Frederiksen   | Denemarken                         | Fortuna Sittard             | Juventus FC                     | Was gehuurd     |
| Kerim Frei                  | Turkije / Zwitserland              | FC Emmen                    | Istanbul Başakşehir             | Was gehuurd     |
| Roy Gelmi                   | Zwitserland / Nederland            | VVV-Venlo                   | FC Thun                         | Was gehuurd     |
| Roy Gelmi                   | Zwitserland / Nederland            | FC Thun                     | VVV-Venlo                       | Onbekend bedrag |
| Giorgos Giakoumakis         | Griekenland                        | AEK Athene                  | VVV-Venlo                       | € 200.000       |
| Marco van Ginkel            | Nederland                          | Chelsea FC                  | PSV                             | Gehuurd         |
| Claudio Gomes               | Frankrijk / Guinee-Bissau          | PSV                         | Manchester City FC              | Was gehuurd     |
| Thijmen Goppel              | Nederland                          | MVV Maastricht              | ADO Den Haag                    | Was gehuurd     |
| Thijmen Goppel              | Nederland                          | ADO Den Haag                | Roda JC Kerkrade                | Transfervrij    |
| Mario Götze                 | Duitsland                          | Borussia Dortmund           | PSV                             | Transfervrij    |
| Denis Granečný              | Tsjechië                           | FC Baník Ostrava            | FC Emmen                        | Gehuurd         |
| Danzell Gravenberch         | Nederland / Suriname               | FC Dordrecht                | Sparta Rotterdam                | Transfervrij    |
| Jay-Roy Grot                | Nederland / Suriname               | Vitesse                     | Leeds United AFC                | Was gehuurd     |
| Warner Hahn                 | Nederland / Suriname               | sc Heerenveen               | Zonder club                     | Transfervrij    |
| Alen Halilović              | Kroatië                            | sc Heerenveen               | AC Milan                        | Was gehuurd     |
| Gustavo Hamer               | Nederland / Brazilië               | PEC Zwolle                  | Coventry City FC                | € 1.500.000     |
| Matthias Hamrol             | Duitsland / Polen                  | FC Emmen                    | SV Wehen Wiesbaden              | Transfervrij    |
| Emil Hansson                | Zweden / Noorwegen                 | RKC Waalwijk                | Hannover 96                     | Was gehuurd     |
| Emil Hansson                | Zweden / Noorwegen                 | Hannover 96                 | Fortuna Sittard                 | € 400.000       |
| Ariel Harush                | Israël / Spanje                    | Sparta Rotterdam            | Zonder club                     | Transfervrij    |
| Mike Havekotte              | Nederland                          | FC Dordrecht                | ADO Den Haag                    | Was gehuurd     |
| Mike Havekotte              | Nederland                          | ADO Den Haag                | MVV Maastricht                  | Gehuurd         |
| Thom Haye                   | Nederland / Indonesië              | NAC Breda                   | ADO Den Haag                    | Was gehuurd     |
| Thom Haye                   | Nederland / Indonesië              | ADO Den Haag                | NAC Breda                       | Transfervrij    |
| Jan Paul van Hecke          | Nederland                          | Brighton & Hove Albion FC   | sc Heerenveen                   | Gehuurd         |
| Kees Heemskerk              | Nederland                          | RKC Waalwijk                | Zonder club                     | Transfervrij    |
| Jasper ter Heide            | Nederland/ Zuid-Korea              | Ajax                        | SC Cambuur                      | Onbekend bedrag |
| Jan-Arie van der Heijden    | Nederland                          | Feyenoord                   | Willem II                       | Transfervrij    |
| Jeremy Helmer               | Nederland                          | De Graafschap               | AZ                              | Was gehuurd     |
| Nick Hengelman              | Nederland                          | Ajax Cape Town              | Ajax                            | Transfervrij    |
| Darwin Heuvelman            | Nederland                          | Sparta Rotterdam            | NAC Breda                       | Transfervrij    |
| Michaël Heylen              | België                             | FC Emmen                    | Sparta Rotterdam                | Transfervrij    |
| Tom Hiariej                 | Nederland / Indonesië              | FC Emmen                    | Zonder club                     | Transfervrij    |
| Mees Hoedemakers            | Nederland                          | SC Cambuur                  | AZ                              | Was gehuurd     |
| Mees Hoedemakers            | Nederland                          | AZ                          | SC Cambuur                      | Onbekend bedrag |
| Daniel Høegh                | Denemarken                         | sc Heerenveen               | FC Midtjylland                  | Transfervrij    |
| Jan Hoekstra                | Nederland                          | FC Groningen                | Roda JC Kerkrade                | Gehuurd         |
| Bradly van Hoeven           | Nederland                          | Sparta Rotterdam            | Go Ahead Eagles                 | Gehuurd         |
| Tim Hölscher                | Duitsland                          | FC Twente                   | Zonder club                     | Transfervrij    |
| Ruben Hoogenhout            | Nederland                          | FC Utrecht                  | Zonder club                     | Transfervrij    |
| Justin Hoogma               | Nederland                          | FC Utrecht                  | TSG 1899 Hoffenheim             | Was gehuurd     |
| Elson Hooi                  | Curaçao / Nederland                | ADO Den Haag                | Muaither SC                     | Transfervrij    |
| Olivér Horváth              | Hongarije                          | PSV                         | MTK Boedapest FC                | Transfervrij    |
| Jeroen Houwen               | Nederland                          | Go Ahead Eagles             | Vitesse                         | Was gehuurd     |
| Ajdin Hrustić               | Australië / Bosnië en Herzegovina  | FC Groningen                | Eintracht Frankfurt             | € 1.000.000     |
| Torino Hunte                | Nederland / Suriname               | Zonder club                 | VVV-Venlo                       | Transfervrij    |
| Guus Hupperts               | Nederland                          | KSC Lokeren Oost-Vlaanderen | VVV-Venlo                       | Transfervrij    |
| Oussama Idrissi             | Marokko / Nederland                | AZ                          | Sevilla FC                      | € 12.000.000    |
| Edgar Ié                    | Portugal / Guinee-Bissau           | Feyenoord                   | Trabzonspor                     | Was gehuurd     |
| Luka Ilić                   | Servië                             | Manchester City FC          | FC Twente                       | Gehuurd         |
| Lex Immers                  | Nederland                          | ADO Den Haag                | NAC Breda                       | Transfervrij    |
| Dimitrios Ioannidis         | Duitsland / Griekenland            | Fortuna Sittard             | Sportfreunde Lotte              | Gehuurd         |
| Ko Itakura                  | Japan                              | FC Groningen                | Manchester City FC              | Was gehuurd     |
| Ko Itakura                  | Japan                              | Manchester City FC          | FC Groningen                    | Gehuurd         |
| Jarosław Jach               | Polen                              | Crystal Palace FC           | Fortuna Sittard                 | Gehuurd         |
| Sebastian Jakubiak          | Duitsland / Polen                  | Heracles Almelo             | 1. FC Magdeburg                 | Transfervrij    |
| Roel Janssen                | Nederland                          | VVV-Venlo                   | Fortuna Sittard                 | Transfervrij    |
| Alexander Jeremejeff        | Zweden / Rusland                   | Dynamo Dresden              | FC Twente                       | Gehuurd         |
| Joshua John                 | Aruba / Nederland                  | Zonder club                 | VVV-Venlo                       | Transfervrij    |
| Ola John                    | Nederland / Liberia                | Vitória SC                  | RKC Waalwijk                    | Transfervrij    |
| Dennis Johnsen              | Noorwegen                          | PEC Zwolle                  | Ajax                            | Was gehuurd     |
| Dennis Johnsen              | Noorwegen                          | Ajax                        | Venezia FC                      | Onbekend bedrag |
| Patrick Joosten             | Nederland / Ghana                  | Sparta Rotterdam            | FC Utrecht                      | Was gehuurd     |
| Patrick Joosten             | Nederland / Ghana                  | FC Utrecht                  | FC Groningen                    | € 400.000       |
| Ažbe Jug                    | Slovenië                           | Fortuna Sittard             | NK Maribor                      | Transfervrij    |
| Hidde Jurjus                | Nederland                          | De Graafschap               | PSV                             | Was gehuurd     |
| Hidde Jurjus                | Nederland                          | PSV                         | KFC Uerdingen 05                | Transfervrij    |
| Khalid Karami               | Nederland / Marokko                | Sparta Rotterdam            | Vitesse                         | Was gehuurd     |
| Khalid Karami               | Nederland / Marokko                | Vitesse                     | Zonder club                     | Transfervrij    |
| Nikolaos Karelis            | Griekenland                        | Zonder club                 | ADO Den Haag                    | Transfervrij    |
| Rasmus Karjalainen          | Finland                            | Fortuna Sittard             | Örebro SK                       | Gehuurd         |
| Rick Karsdorp               | Nederland                          | Feyenoord                   | AS Roma                         | Was gehuurd     |
| Liam Kelly                  | Ierland / Engeland                 | Oxford United FC            | Feyenoord                       | Was gehuurd     |
| Liam Kelly                  | Ierland / Engeland                 | Feyenoord                   | Oxford United FC                | Gehuurd         |
| Boy Kemper                  | Nederland                          | Ajax                        | ADO Den Haag                    | Onbekend bedrag |
| Reda Kharchouch             | Nederland / Marokko                | Telstar                     | Sparta Rotterdam                | Onbekend bedrag |
| Jesper Karlsson             | Zweden                             | IF Elfsborg                 | AZ                              | € 2.600.000     |
| Ricardo Kishna              | Nederland / Suriname               | SS Lazio                    | ADO Den Haag                    | Transfervrij    |
| Davy Klaassen               | Nederland                          | Werder Bremen               | Ajax                            | € 11.000.000    |
| Sean Klaiber                | Nederland / Suriname               | FC Utrecht                  | Ajax                            | € 4.250.000     |
| Lorenzo van Kleef           | Nederland                          | ADO Den Haag                | FC Eindhoven                    | Gehuurd         |
| Derrick Köhn                | Duitsland / Ghana                  | Bayern München              | Willem II                       | Transfervrij    |
| Lazar Kojić                 | Servië                             | FK Radnik Surdulica         | Fortuna Sittard                 | Was gehuurd     |
| Lazar Kojić                 | Servië                             | Fortuna Sittard             | FK Proleter Novi Sad            | Transfervrij    |
| Joey Konings                | Nederland                          | Heracles Almelo             | De Graafschap                   | Transfervrij    |
| Luuk Koopmans               | Nederland                          | ADO Den Haag                | PSV                             | Was gehuurd     |
| Luuk Koopmans               | Nederland                          | PSV                         | ADO Den Haag                    | Transfervrij    |
| Jarni Koorman               | Nederland                          | PEC Zwolle                  | Zonder club                     | Transfervrij    |
| Rowen Koot                  | Nederland                          | Fortuna Sittard             | Helmond Sport                   | Transfervrij    |
| Joris Kramer                | Nederland                          | AZ                          | SC Cambuur                      | Gehuurd         |
| Kristófer Kristinsson       | IJsland                            | Grenoble Foot 38            | PSV                             | Gehuurd         |
| André Krul                  | Nederland                          | Zonder club                 | AZ                              | Transfervrij    |
| Mohammed Kudus              | Ghana                              | FC Nordsjælland             | Ajax                            | € 9.000.000     |
| Nicolas Kühn                | Duitsland                          | Bayern München              | Ajax                            | Was gehuurd     |
| Nicolas Kühn                | Duitsland                          | Ajax                        | Bayern München                  | Onbekend bedrag |
| Gregory Kuisch              | Nederland                          | KSV Roeselare               | PSV                             | Was gehuurd     |
| Sam Lammers                 | Nederland                          | PSV                         | Atalanta Bergamo                | € 9.000.000     |
| Kostas Lamprou              | Griekenland                        | Vitesse                     | RKC Waalwijk                    | Transfervrij    |
| Lazaros Lamprou             | Griekenland                        | PAOK Saloniki               | FC Twente                       | Gehuurd         |
| Noa Lang                    | Nederland / Suriname               | FC Twente                   | Ajax                            | Was gehuurd     |
| Noa Lang                    | Nederland / Suriname               | Ajax                        | Club Brugge                     | Gehuurd         |
| Jørgen Strand Larsen        | Noorwegen                          | Sarpsborg 08 FF             | FC Groningen                    | € 1.100.000     |
| Nicklas Strunck Jakobsen    | Denemarken                         | FC Groningen                | Esbjerg fB                      | Gehuurd         |
| Joel Latibeaudiere          | Engeland / Jamaica                 | FC Twente                   | Manchester City FC              | Was gehuurd     |
| Robin Lauwers               | België                             | PSV                         | Zonder club                     | Transfervrij    |
| Miguel Ángel Leal           | Spanje                             | Villarreal CF               | FC Groningen                    | Gehuurd         |
| Clint Leemans               | Nederland                          | RKC Waalwijk                | PEC Zwolle                      | Was gehuurd     |
| Niels Leemhuis              | Nederland                          | Heracles Almelo             | Excelsior '31                   | Transfervrij    |
| Benjamin van Leer           | Nederland / Indonesië              | Ajax                        | Sparta Rotterdam                | Onbekend bedrag |
| Mehdi Lehaire               | België / Frankrijk                 | FC Utrecht                  | Miedź Legnica                   | Transfervrij    |
| Julian Lelieveld            | Nederland                          | Vitesse                     | De Graafschap                   | Transfervrij    |
| Mateo Leš                   | Kroatië                            | GNK Dinamo Zagreb           | Heracles Almelo                 | € 220.000       |
| Timo Letschert              | Nederland                          | Hamburger SV                | AZ                              | Transfervrij    |
| Fernando Lewis              | Nederland                          | Willem II                   | K.v.v. Quick Boys               | Transfervrij    |
| Bryan Linssen               | Nederland                          | Vitesse                     | Feyenoord                       | Transfervrij    |
| Kenny Lipman                | Nederland                          | Sparta Rotterdam            | Excelsior Maassluis             | Transfervrij    |
| Ulysses Llanez              | Verenigde Staten / Mexico          | VfL Wolfsburg               | sc Heerenveen                   | Gehuurd         |
| Tom van de Looi             | Nederland                          | N.E.C.                      | FC Groningen                    | Was gehuurd     |
| Tom van de Looi             | Nederland                          | FC Groningen                | Brescia Calcio                  | Onbekend bedrag |
| Albert Lottin               | Frankrijk / Kameroen               | Girondins de Bordeaux       | FC Utrecht                      | Transfervrij    |
| Derrick Luckassen           | Nederland / Ghana                  | RSC Anderlecht              | PSV                             | Was gehuurd     |
| Kasper Lunding              | Denemarken                         | Aarhus GF                   | Heracles Almelo                 | Onbekend bedrag |
| Thierry Lutonda             | België / Congo-Kinshasa            | RSC Anderlecht              | RKC Waalwijk                    | Gehuurd         |
| Issam El Maach              | Marokko / Nederland                | Ajax                        | Zonder club                     | Transfervrij    |
| Zinédine Machach            | Frankrijk / Marokko                | SSC Napoli                  | VVV-Venlo                       | Gehuurd         |
| Lisandro Magallán           | Argentinië / Italië                | Deportivo Alavés            | Ajax                            | Was gehuurd     |
| Lisandro Magallán           | Argentinië / Italië                | Ajax                        | FC Crotone                      | Gehuurd         |
| Mimoun Mahi                 | Marokko / Nederland                | FC Zürich                   | FC Utrecht                      | Transfervrij    |
| Dion Malone                 | Nederland / Suriname               | ADO Den Haag                | NAC Breda                       | Transfervrij    |
| Răzvan Marin                | Roemenië                           | Ajax                        | Cagliari Calcio                 | Gehuurd         |
| Wouter Marinus              | Nederland                          | FC Emmen                    | ZZVV                            | Transfervrij    |
| Nathan Markelo              | Nederland / Suriname               | Everton FC                  | FC Twente                       | Gehuurd         |
| Bruno Martins Indi          | Nederland / Portugal               | Stoke City FC               | AZ                              | Gehuurd         |
| Bradley Martis              | Curaçao / Nederland                | Sparta Rotterdam            | NK Celje                        | Transfervrij    |
| Tim Matavž                  | Slovenië                           | Vitesse                     | Al-Wahda FC                     | Transfervrij    |
| José Matos                  | Spanje                             | FC Twente                   | Cádiz CF                        | Was gehuurd     |
| Jurgen Mattheij             | Nederland                          | Sparta Rotterdam            | CSKA Sofia                      | Transfervrij    |
| Mauro Júnior                | Brazilië                           | Heracles Almelo             | PSV                             | Was gehuurd     |
| Philipp Max                 | Duitsland                          | FC Augsburg                 | PSV                             | € 8.000.000     |
| James McGarry               | Nieuw-Zeeland / Ierland            | Willem II                   | Zonder club                     | Transfervrij    |
| Aaron Meijers               | Nederland                          | ADO Den Haag                | Sparta Rotterdam                | Gehuurd         |
| Alexander Merkel            | Kazachstan / Duitsland             | Heracles Almelo             | Al-Faisaly FC                   | Transfervrij    |
| Daniel Mesenhöler           | Duitsland                          | FC Viktoria Köln 1904       | Heracles Almelo                 | Transfervrij    |
| Mike van de Meulenhof       | Nederland                          | PSV                         | Zonder club                     | Transfervrij    |
| Ondřej Mihálik              | Tsjechië                           | FC Viktoria Pilsen          | AZ                              | Was gehuurd     |
| Ondřej Mihálik              | Tsjechië                           | AZ                          | FC Viktoria Pilsen              | € 850.000       |
| Konstantinos Mitroglou      | Griekenland                        | PSV                         | Olympique Marseille             | Was gehuurd     |
| Ravel Morrison              | Engeland / Jamaica                 | Sheffield United FC         | ADO Den Haag                    | Transfervrij    |
| Samuel Moutoussamy          | Congo-Kinshasa / Frankrijk         | FC Nantes                   | Fortuna Sittard                 | Gehuurd         |
| Erwin Mulder                | Nederland                          | Swansea City AFC            | sc Heerenveen                   | Transfervrij    |
| Vincent Müller              | Duitsland                          | FC Würzburger Kickers       | PSV                             | € 500.000       |
| Dehninio Muringen           | Nederland / Suriname               | ADO Den Haag                | FC Dordrecht                    | Gehuurd         |
| Richie Musaba               | Nederland / Congo-Kinshasa         | Vitesse                     | Fortuna Sittard                 | Onbekend bedrag |
| Richie Musaba               | Nederland / Congo-Kinshasa         | Fortuna Sittard             | FC Dordrecht                    | Gehuurd         |
| Charly Musonda jr.          | België / Zambia                    | Vitesse                     | Chelsea FC                      | Was gehuurd     |
| Yvon Mvogo                  | Zwitserland / Kameroen             | RB Leipzig                  | PSV                             | Gehuurd         |
| Keito Nakamura              | Japan                              | FC Twente                   | Gamba Osaka                     | Was gehuurd     |
| Mike Trésor Ndayishimiye    | België / Burundi                   | Willem II                   | N.E.C.                          | Was gehuurd     |
| Mike Trésor Ndayishimiye    | België / Burundi                   | N.E.C.                      | Willem II                       | € 500.000       |
| Tomáš Necid                 | Tsjechië                           | ADO Den Haag                | Zonder club                     | Transfervrij    |
| Richard Neudecker           | Duitsland                          | VVV-Venlo                   | TSV 1860 München                | Onbekend bedrag |
| Cyril Ngonge                | België                             | PSV                         | Club Brugge                     | Was gehuurd     |
| Cyril Ngonge                | België                             | Club Brugge                 | RKC Waalwijk                    | Onbekend bedrag |
| Reuven Niemeijer            | Nederland                          | Heracles Almelo             | Excelsior                       | Transfervrij    |
| Bart Nieuwkoop              | Nederland                          | Willem II                   | Feyenoord                       | Was gehuurd     |
| Nando Nöstlinger            | België / Oostenrijk                | RKC Waalwijk                | SC Lokeren-Temse                | Gehuurd         |
| Benjamin Nygren             | Zweden                             | KRC Genk                    | sc Heerenveen                   | Gehuurd         |
| Armando Obispo              | Nederland / Curaçao                | Vitesse                     | PSV                             | Was gehuurd     |
| Jens Odgaard                | Denemarken                         | sc Heerenveen               | US Sassuolo                     | Was gehuurd     |
| Eric Oelschlägel            | Duitsland                          | Borussia Dortmund           | FC Utrecht                      | Transfervrij    |
| Justin Ogenia               | Curaçao / Nederland                | FC Eindhoven                | Willem II                       | Was gehuurd     |
| Justin Ogenia               | Curaçao / Nederland                | Willem II                   | FC Eindhoven                    | Onbekend bedrag |
| Maduka Okoye                | Nigeria / Duitsland                | Fortuna Düsseldorf          | Sparta Rotterdam                | Transfervrij    |
| Nicolás Olsak               | Israël / Argentinië                | Maccabi Netanja             | RKC Waalwijk                    | Transfervrij    |
| Peter van Ooijen            | Nederland                          | VVV-Venlo                   | KFC Uerdingen 05                | Transfervrij    |
| Loïs Openda                 | België                             | Club Brugge                 | Vitesse                         | Gehuurd         |
| Johnatan Opoku              | Nederland / Ghana                  | VVV-Venlo                   | De Graafschap                   | Transfervrij    |
| Fredrik Oppegård            | Noorwegen                          | Vålerenga IF                | PSV                             | Onbekend bedrag |
| Yanick van Osch             | Nederland                          | PSV                         | Fortuna Sittard                 | Transfervrij    |
| Mohammed Osman              | Syrië / Nederland                  | Heracles Almelo             | Al Kharaitiyat SC               | Transfervrij    |
| Elias Oubella               | Duitsland / Marokko                | 1. FC Köln                  | Heracles Almelo                 | Onbekend bedrag |
| Thomas Ouwejan              | Nederland                          | AZ                          | Udinese                         | Gehuurd         |
| Leeroy Owusu                | Nederland / Ghana                  | De Graafschap               | Willem II                       | € 325.000       |
| Oğuzhan Özyakup             | Turkije / Nederland                | Feyenoord                   | Beşiktaş JK                     | Was gehuurd     |
| Veron Parkes                | Engeland / Schotland               | West Ham United FC          | Fortuna Sittard                 | Transfervrij    |
| Veron Parkes                | Engeland / Schotland               | Fortuna Sittard             | FC Dordrecht                    | Gehuurd         |
| Pascu                       | Spanje                             | Valencia CF                 | ADO Den Haag                    | Transfervrij    |
| Felix Passlack              | Duitsland                          | Fortuna Sittard             | Borussia Dortmund               | Was gehuurd     |
| Kristoffer Peterson         | Zweden                             | FC Utrecht                  | Swansea City AFC                | Was gehuurd     |
| Immanuel Pherai             | Nederland / Suriname               | Borussia Dortmund           | PEC Zwolle                      | Gehuurd         |
| David Philipp               | Duitsland                          | Werder Bremen               | ADO Den Haag                    | Gehuurd         |
| Kik Pierie                  | Nederland / Verenigde Staten       | Ajax                        | FC Twente                       | Gehuurd         |
| Tim Pieters                 | Nederland                          | USV Hercules                | FC Utrecht                      | Transfervrij    |
| Joël Piroe                  | Nederland / Suriname               | Sparta Rotterdam            | PSV                             | Was gehuurd     |
| Robin Polley                | Ghana / Nederland                  | FC Dordrecht                | ADO Den Haag                    | Was gehuurd     |
| Robin Polley                | Ghana / Nederland                  | ADO Den Haag                | FC Dordrecht                    | Gehuurd         |
| Sebastian Polter            | Duitsland                          | 1. FC Union Berlin          | Fortuna Sittard                 | Transfervrij    |
| Romano Postema              | Nederland                          | FC Groningen                | FC Den Bosch                    | Gehuurd         |
| Joshua Pynadath             | Verenigde Staten                   | Ajax                        | Zonder club                     | Transfervrij    |
| João Queirós                | Portugal                           | Willem II                   | 1. FC Köln                      | Was gehuurd     |
| Freddy Quispel              | Nederland                          | FC Emmen                    | VfB Oldenburg                   | Transfervrij    |
| Patrik Raitanen             | Finland                            | Fortuna Sittard             | SPAL                            | Transfervrij    |
| Jacob Rasmussen             | Denemarken                         | ACF Fiorentina              | Vitesse                         | Gehuurd         |
| Andrei Rațiu                | Roemenië                           | Villarreal CF               | ADO Den Haag                    | Gehuurd         |
| Mohamed Rayhi               | Nederland / Marokko                | Sparta Rotterdam            | Al-Batin FC                     | Onbekend bedrag |
| Daishawn Redan              | Nederland / Suriname               | FC Groningen                | Hertha BSC                      | Was gehuurd     |
| Vincent Regeling            | Nederland                          | AZ                          | Telstar                         | Transfervrij    |
| Tijjani Reijnders           | Nederland                          | RKC Waalwijk                | AZ                              | Was gehuurd     |
| Etiënne Reijnen             | Nederland                          | PEC Zwolle                  | Einde carrière                  | Gestopt         |
| Marco Rente                 | Duitsland                          | Borussia Dortmund           | Heracles Almelo                 | Onbekend bedrag |
| Ricardo van Rhijn           | Nederland / Curaçao                | sc Heerenveen               | FC Emmen                        | Transfervrij    |
| Ben Rienstra                | Nederland                          | Kayserispor                 | Fortuna Sittard                 | € 150.000       |
| Daan Rienstra               | Nederland                          | RKC Waalwijk                | Volos NFC                       | Transfervrij    |
| Dante Rigo                  | België                             | Sparta Rotterdam            | PSV                             | Was gehuurd     |
| Dante Rigo                  | België                             | PSV                         | ADO Den Haag                    | Gehuurd         |
| Arjen Robben                | Nederland                          | Zonder club                 | FC Groningen                    | Transfervrij    |
| Ricardo Rodríguez           | Zwitserland / Chili                | PSV                         | AC Milan                        | Was gehuurd     |
| Nino Roffelsen              | Nederland                          | Sparta Rotterdam            | vv Noordwijk                    | Transfervrij    |
| Ole Romeny                  | Nederland                          | N.E.C.                      | Willem II                       | Gehuurd         |
| Maximiliano Romero          | Argentinië                         | CA Vélez Sarsfield          | PSV                             | Was gehuurd     |
| Mitchell van Rooijen        | Nederland                          | FC Utrecht                  | Excelsior                       | Gehuurd         |
| Ruben Roosken               | Nederland / Angola                 | FC Emmen                    | TOP Oss                         | Transfervrij    |
| Nils Röseler                | Duitsland                          | VVV-Venlo                   | SV Sandhausen                   | Transfervrij    |
| Maximilian Rossmann         | Duitsland                          | Heracles Almelo             | FC Viktoria Köln 1904           | Transfervrij    |
| Youri Roulaux               | Nederland                          | PSV                         | Roda JC Kerkrade                | Transfervrij    |
| Robbin Ruiter               | Nederland                          | PSV                         | Willem II                       | € 200.000       |
| Behadil Sabani              | Kosovo / Duitsland                 | Borussia Mönchengladbach    | FC Emmen                        | Transfervrij    |
| Michal Sadílek              | Tsjechië                           | PSV                         | FC Slovan Liberec               | Gehuurd         |
| Ismael Saibari              | Marokko / Spanje                   | KRC Genk                    | PSV                             | Onbekend bedrag |
| Stephen Sama                | Duitsland / Kameroen               | Heracles Almelo             | Accrington Stanley FC           | Transfervrij    |
| Derensili Sanches Fernandes | Nederland                          | Excelsior                   | FC Utrecht                      | Onbekend bedrag |
| Lamine Sané                 | Senegal / Frankrijk                | FC Utrecht                  | Zonder club                     | Transfervrij    |
| Ibrahim Sangaré             | Ivoorkust                          | Toulouse FC                 | PSV                             | € 9.000.000     |
| Dabney dos Santos           | Nederland / Kaapverdië             | Heracles Almelo             | FC Sheriff Tiraspol             | Transfervrij    |
| Mauro Savastano             | Nederland / Italië                 | AZ                          | Zonder club                     | Transfervrij    |
| Jasper Schendelaar          | Nederland                          | AZ                          | Telstar                         | Gehuurd         |
| Xandro Schenk               | Nederland                          | FC Twente                   | Al-Batin FC                     | Onbekend bedrag |
| Lukas Schmitz               | Duitsland                          | Wolfsberger AC              | VVV-Venlo                       | Transfervrij    |
| Daniel Schwaab              | Duitsland                          | PSV                         | Zonder club                     | Transfervrij    |
| Collin Seedorf              | Nederland / Suriname               | FC Eindhoven                | FC Emmen                        | Transfervrij    |
| Lisandro Semedo             | Kaapverdië / Portugal              | OFI Kreta                   | Fortuna Sittard                 | Was gehuurd     |
| Mats Seuntjens              | Nederland                          | Gençlerbirliği SK           | Fortuna Sittard                 | Transfervrij    |
| Sekou Sidibe                | België / Ivoorkust                 | PSV                         | FC Emmen                        | Transfervrij    |
| Jerome Sinclair             | Engeland / Jamaica                 | VVV-Venlo                   | Watford FC                      | Was gehuurd     |
| Stanislav Sjopov            | Bulgarije                          | Botev Plovdiv               | sc Heerenveen                   | € 150.000       |
| Gijs Smal                   | Nederland                          | FC Volendam                 | FC Twente                       | Transfervrij    |
| Ian Smeulers                | Nederland                          | FC Dordrecht                | Feyenoord                       | Was gehuurd     |
| Dean Solomons               | Zuid-Afrika                        | Ajax                        | Zonder club                     | Transfervrij    |
| Tapmahoe Sopacua            | Nederland                          | FC Groningen                | Zonder club                     | Transfervrij    |
| Leon Sopić                  | Kroatië                            | FC Emmen                    | Dinamo Zagreb                   | € 25.000        |
| Maxime Soulas               | Frankrijk                          | PSV                         | Fremad Amager                   | Transfervrij    |
| Uroš Spajić                 | Servië                             | FK Krasnodar                | Feyenoord                       | Gehuurd         |
| Bassala Sambou              | Duitsland / Engeland               | Fortuna Sittard             | Randers FC                      | Gehuurd         |
| Jordan Spence               | Engeland                           | ADO Den Haag                | Zonder club                     | Transfervrij    |
| Mark Spenkelink             | Nederland                          | Go Ahead Eagles             | PSV                             | Transfervrij    |
| Fabian Sporkslede           | Nederland / Suriname               | RKC Waalwijk                | Zonder club                     | Transfervrij    |
| Nezar S'rifi                | België                             | Lierse Kempenzonen          | VVV-Venlo                       | Transfervrij    |
| Maarten Stekelenburg        | Nederland                          | Everton FC                  | Ajax                            | Transfervrij    |
| Finn Stokkers               | Nederland                          | NAC Breda                   | RKC Waalwijk                    | Transfervrij    |
| Georgios Strezos            | Griekenland                        | Willem II                   | Zonder club                     | Transfervrij    |
| Rico Strieder               | Duitsland                          | PEC Zwolle                  | FC Utrecht                      | Was gehuurd     |
| Rico Strieder               | Duitsland                          | FC Utrecht                  | PEC Zwolle                      | Onbekend bedrag |
| Sam Stubbs                  | Engeland                           | ADO Den Haag                | Middlesbrough FC                | Was gehuurd     |
| Yukinari Sugawara           | Japan                              | AZ                          | Nagoya Grampus                  | Was gehuurd     |
| Yukinari Sugawara           | Japan                              | Nagoya Grampus              | AZ                              | Onbekend bedrag |
| Crysencio Summerville       | Nederland / Suriname               | ADO Den Haag                | Feyenoord                       | Was gehuurd     |
| Arjan Swinkels              | Nederland                          | KV Mechelen                 | VVV-Venlo                       | Transfervrij    |
| Moussa Sylla                | Frankrijk / Mali                   | AS Monaco                   | FC Utrecht                      | Transfervrij    |
| Renato Tapia                | Peru                               | Feyenoord                   | Celta de Vigo                   | Transfervrij    |
| Elayis Tavşan               | Nederland / Turkije                | Telstar                     | Sparta Rotterdam                | Was gehuurd     |
| Elayis Tavşan               | Nederland / Turkije                | Sparta Rotterdam            | N.E.C.                          | Onbekend bedrag |
| Slobodan Tedić              | Servië / Mongolië                  | Manchester City FC          | PEC Zwolle                      | Gehuurd         |
| João Carlos Teixeira        | Portugal                           | Vitória SC                  | Feyenoord                       | € 1.600.000     |
| Leo Thethani                | Zuid-Afrika                        | Ajax                        | Zonder club                     | Transfervrij    |
| Steven Theunissen           | Nederland                          | PSV                         | GVVV                            | Transfervrij    |
| George Thomas               | Wales / Engeland                   | ADO Den Haag                | Leicester City FC               | Was gehuurd     |
| Lennart Thy                 | Duitsland                          | PEC Zwolle                  | Sparta Rotterdam                | Transfervrij    |
| Simon Tibbling              | Zweden                             | Brøndby IF                  | FC Emmen                        | € 350.000       |
| Luc Tinnemans               | Nederland                          | EVV                         | Fortuna Sittard                 | Was gehuurd     |
| Luc Tinnemans               | Nederland                          | Fortuna Sittard             | EVV                             | Transfervrij    |
| Ahmed Touba                 | België / Algerije                  | Club Brugge                 | RKC Waalwijk                    | Onbekend bedrag |
| Cheick Touré                | Nederland / Guinee                 | Feyenoord                   | PSV                             | Transfervrij    |
| Idrissa Touré               | Duitsland                          | Juventus FC                 | Vitesse                         | Gehuurd         |
| Luca de la Torre            | Verenigde Staten / Spanje          | Fulham FC                   | Heracles Almelo                 | Transfermarkt   |
| Giovanni Troupée            | Nederland / Curaçao                | FC Twente                   | FC Utrecht                      | Was gehuurd     |
| Filip Ugrinic               | Zwitserland / Servië               | FC Emmen                    | FC Luzern                       | Was gehuurd     |
| Daan van Unen               | Nederland                          | Sparta Rotterdam            | FC 's-Gravenzande               | Transfervrij    |
| Bruno Varela                | Portugal / Kaapverdië              | Ajax                        | SL Benfica                      | Was gehuurd     |
| Henk Veerman                | Nederland                          | FC St. Pauli                | sc Heerenveen                   | € 1.500.000     |
| Stefan Velkov               | Bulgarije                          | RKC Waalwijk                | FC Den Bosch                    | Was gehuurd     |
| Joël Veltman                | Nederland                          | Ajax                        | Brighton & Hove Albion FC       | € 1.000.000     |
| Nick Venema                 | Nederland                          | Almere City FC              | FC Utrecht                      | Was gehuurd     |
| Nick Venema                 | Nederland                          | FC Utrecht                  | NAC Breda                       | Gehuurd         |
| Dylan Vente                 | Nederland                          | RKC Waalwijk                | Feyenoord                       | Was gehuurd     |
| Calvin Verdonk              | Nederland                          | FC Twente                   | Feyenoord                       | Was gehuurd     |
| Calvin Verdonk              | Nederland                          | Feyenoord                   | FC Famalicão                    | Transfervrij    |
| Paul Verhaegh               | Nederland                          | FC Twente                   | Einde carrière                  | Gestopt         |
| Hobie Verhulst              | Nederland                          | Go Ahead Eagles             | AZ                              | Transfervrij    |
| André Vidigal               | Portugal / Angola                  | APOEL Nicosia               | Fortuna Sittard                 | Was gehuurd     |
| André Vidigal               | Portugal / Angola                  | Fortuna Sittard             | GD Estoril-Praia                | Gehuurd         |
| Rai Vloet                   | Nederland                          | Excelsior                   | Heracles Almelo                 | Transfervrij    |
| Marios Vrousai              | Griekenland / Albanië              | Willem II                   | Olympiakos Piraeus              | Was gehuurd     |
| Haris Vučkić                | Slovenië                           | FC Twente                   | Real Zaragoza                   | Transfervrij    |
| Job van de Walle            | Nederland                          | RKSV Groene Ster            | Fortuna Sittard                 | Was gehuurd     |
| Job van de Walle            | Nederland                          | Fortuna Sittard             | RKVV Sportclub '25              | Transfervrij    |
| Baggio Wallenburg           | Nederland                          | PSV                         | Feyenoord                       | Transfervrij    |
| Django Warmerdam            | Nederland                          | FC Groningen                | FC Utrecht                      | Transfervrij    |
| Ingo van Weert              | Nederland                          | RKC Waalwijk                | Stomil Olsztyn                  | Transfervrij    |
| Rasmus Wendt                | Zweden                             | AZ                          | sc Heerenveen                   | Transfervrij    |
| Mike te Wierik              | Nederland                          | FC Groningen                | Derby County FC                 | Transfervrij    |
| Joshua Wehking              | Duitsland                          | Hamburger SV                | Fortuna Sittard                 | Transfervrij    |
| Jordy Wehrmann              | Nederland                          | FC Dordrecht                | Feyenoord                       | Was gehuurd     |
| Henri Weigelt               | Duitsland                          | AZ                          | Borussia Dortmund               | Transfervrij    |
| Timon Wellenreuther         | Duitsland                          | Willem II                   | RSC Anderlecht                  | Onbekend bedrag |
| Felix Wiedwald              | Duitsland                          | Eintracht Frankfurt         | FC Emmen                        | Onbekend bedrag |
| Maximilian Wittek           | Duitsland                          | SpVgg Greuther Fürth        | Vitesse                         | Transfervrij    |
| Michael Woud                | Nieuw-Zeeland / Nederland          | Willem II                   | Almere City FC                  | Gehuurd         |
| Kwasi Okyere Wriedt         | Ghana / Duitsland                  | Bayern München              | Willem II                       | Transfervrij    |
| Haji Wright                 | Verenigde Staten                   | VVV-Venlo                   | SønderjyskE                     | Transfervrij    |
| Stijn Wuytens               | België                             | AZ                          | Lommel SK                       | Transfervrij    |
| John Yeboah                 | Duitsland / Ghana                  | VVV-Venlo                   | VfL Wolfsburg                   | Was gehuurd     |
| John Yeboah                 | Duitsland / Ghana                  | VfL Wolfsburg               | Willem II                       | Onbekend bedrag |
| Eran Zahavi                 | Israël / Frankrijk                 | Guangzhou R&F FC            | PSV                             | Transfervrij    |
| Deyovaisio Zeefuik          | Nederland / Suriname               | FC Groningen                | Hertha BSC                      | € 4.000.000     |
| Rafik Zekhnini              | Noorwegen                          | FC Twente                   | ACF Fiorentina                  | Was gehuurd     |
| Hakim Ziyech                | Marokko / Nederland                | Ajax                        | Chelsea FC                      | € 40.000.000    |
| Jeroen Zoet                 | Nederland                          | FC Utrecht                  | PSV                             | Was gehuurd     |
| Jeroen Zoet                 | Nederland                          | PSV                         | Spezia Calcio 1906              | € 1.500.000     |

2007/08 (zomer · winter) · 
2008/09 (zomer · winter) · 
2009/10 (zomer · winter) · 
2010/11 (zomer · winter) · 
2011/12 (zomer · winter) · 
2012/13 (zomer · winter) · 
2013/14 (zomer · winter) · 
2014/15 (zomer · winter) · 
2015/16 (zomer · winter) · 
2016/17 (zomer · winter) ·
2017/18 (zomer · winter) ·
2018/19 (zomer · winter) ·
2019/20 (zomer · winter) ·
2020/21 (zomer · winter) ·
2021/22 (zomer · winter) ·
2022/23 (zomer · winter) ·
2023/24 (zomer · winter) ·
2024/25 (zomer · winter) ·